# Хонсу (месяц)
| Aa1 · N35 | M23 | Z7 |

| Aa1 · N35 | M23 | Z7 |

Хонсу — обозначение в древнеегипетском календаре периода урожая и также второго месяца времени года шему. Позднее второй месяц шему называется паини.

## История
Начиная с додинастической эпохи в истории Древнего Египта вплоть до окончания периода Среднего Царства месяц хонсу являлся десятым месяцем лунного календаря Сотис и охватывал время от начала марта и до начала апреля. Ряд учёных-египтологов, например Алан Гардинер и Р.-Э. Паркер считают, что месяц хонсу на протяжении тысячелетий в течение годоисчислений смещался, в связи с чем уже к началу эпохи Нового Царства он становится девятым месяцем календаря. В календаре Эберса в 1517 году до н. э. хонсу приходится на четвёртый месяц времени года перет и датируется с 16 марта по 14 апреля в Верхнем Египте (на острове Элефантина), и с 21 марта по 19 апреля в Мемфисе.

### Значение
Из надписей времён XII династии известно, что на месяц хонсу приходилось окончание периода уборки урожая ячменя и начало сбора льна — что многократно отмечалось в управленческих календарях. Согласно сохранившимся записям из Солнечного храма Ниуссера времён V династии, конец уборки урожая ячменя приходился на конец марта.